# Eleccions al Parlament de Canàries de 1983
Les Eleccions al Parlament de Canàries de 1983 se celebraren el 8 de maig. Amb un cens de 936.245 electors, els votants foren 566.326 (60,5%) i 369.919 les abstencions (39,5%). El PSOE és el partit més votat, i aconsegueix investir com a president el seu candidat, Jerónimo Saavedra, mercè un Pacte de Progrés.
- Els resultats foren:

| Eleccions al Parlament de Canàries, 1983 → |         |       |        |
| Partit                                     | Vots    | %     | Escons |
| PSOE                                       | 234.562 | 42,36 | 27     |
| AP -PDP-UL                                 | 164.138 | 29,64 | 17     |
| UPC-Asamblea Canaria                       | 46.945  | 8,48  | 2      |
| CDS                                        | 40.682  | 7,35  | 6      |
| Convergencia Nacionalista Canaria          | 24.479  | 4,42  | 1      |
| Partit Comunista de Canàries-PCE           | 17.750  | 3,21  | 1      |
| Partido País Canario                       | 7.675   | 1,39  |        |
| Asamblea Majorera                          | 5.551   | 1,00  | 3      |
| Agrupación Gomera Independiente            | 4.941   | 0,98  | 2      |
| Agrupación Insular Lanzarote               | 2.728   | 0,78  |        |
| Siete Estrellas Verdes                     | 2.642   | 0,75  |        |
| PST                                        | 1.546   | 0,28  |        |
| Coalición de Lucha Popular                 | 1.022   | 0,18  |        |
| Agrupación Herreña Independiente           | 944     | 0,17  |        |
| LCR                                        | 750     | 0,14  |        |

A part, es comptabilitzaren 3.518 (0,6%) vots en blanc.

## Diputats electes
- Jerónimo Saavedra (PSOE)
- Pedro Guerra Cabrera (PSOE)